# العلاقات الإماراتية الميانمارية
العلاقات الإماراتية الميانمارية هي العلاقات الثنائية التي تجمع بين الإمارات العربية المتحدة وميانمار.

## مقارنة بين البلدين
هذه مقارنة عامة ومرجعية للدولتين:
| وجه المقارنة                                              | الإمارات العربية المتحدة | ميانمار          |
| --------------------------------------------------------- | ------------------------ | ---------------- |
| المساحة (كم2)                                             | 83.60 ألف                | 676.58 ألف       |
| عدد السكان (نسمة)                                         | 9.40 مليون               | 53.37 مليون      |
| الكثافة السكانية (ن./كم²)                                 | 112.44                   | 78.88            |
| العاصمة                                                   | أبو ظبي                  | نايبيداو، يانغون |
| اللغة الرسمية                                             | اللغة العربية            | اللغة البورمية   |
| العملة                                                    | درهم إماراتي             | كيات ميانماري    |
| الناتج المحلي الإجمالي (بليون دولار)                      | 382.58 مليار             | 69.32 مليار      |
| الناتج المحلي الإجمالي (تعادل القوة الشرائية) بليون دولار | 640.72 مليار             | 282.95 مليار     |
| الناتج المحلي الإجمالي الاسمي للفرد دولار أمريكي          | 40.44 ألف                | 1.16 ألف         |
| الناتج المحلي الإجمالي للفرد دولار أمريكي                 | 67.67 ألف                |                  |
| مؤشر التنمية البشرية                                      | 0.835                    | 0.536            |
| رمز المكالمات الدولي                                      | +971                     | +95              |
| رمز الإنترنت                                              | .ae، .امارات             | .mm              |
| المنطقة الزمنية                                           | ت ع م+04:00              | ت ع م+06:30      |

## منظمات دولية مشتركة
يشترك البلدان في عضوية مجموعة من المنظمات الدولية، منها:
| علم المنظمة | اسم المنظمة                        | تاريخ انضمام الإمارات العربية المتحدة | تاريخ انضمام ميانمار |
| ----------- | ---------------------------------- | ------------------------------------- | -------------------- |
|             | مؤسسة التنمية الدولية              | 23 ديسمبر 1981                        | 5 نوفمبر 1962        |
|             | المنظمة الهيدروغرافية الدولية      | ?                                     | ?                    |
|             | مؤسسة التمويل الدولية              | 30 سبتمبر 1977                        | 3 ديسمبر 1956        |
|             | منظمة حظر الأسلحة الكيميائية       | ?                                     | ?                    |
|             | يونسكو                             | 20 أبريل 1972                         | 27 يونيو 1949        |
|             | الأمم المتحدة                      | 9 ديسمبر 1971                         | 19 أبريل 1948        |
|             | الاتحاد الدولي للاتصالات           | 27 يونيو 1972                         | 15 سبتمبر 1937       |
|             | منظمة الشرطة الجنائية الدولية      | ?                                     | ?                    |
|             | البنك الدولي للإنشاء والتعمير      | 22 سبتمبر 1972                        | 3 يناير 1952         |
|             | الاتحاد البريدي العالمي            | ?                                     | ?                    |
|             | وكالة ضمان الاستثمار متعدد الأطراف | 20 أكتوبر 1993                        | 16 ديسمبر 2013       |
|             | منظمة التجارة العالمية             | ?                                     | ?                    |

## وصلات خارجية
- موقع وزارة الخارجية الإماراتية
- موقع وزارة الخارجية الميانمارية